# Rosa Kempf

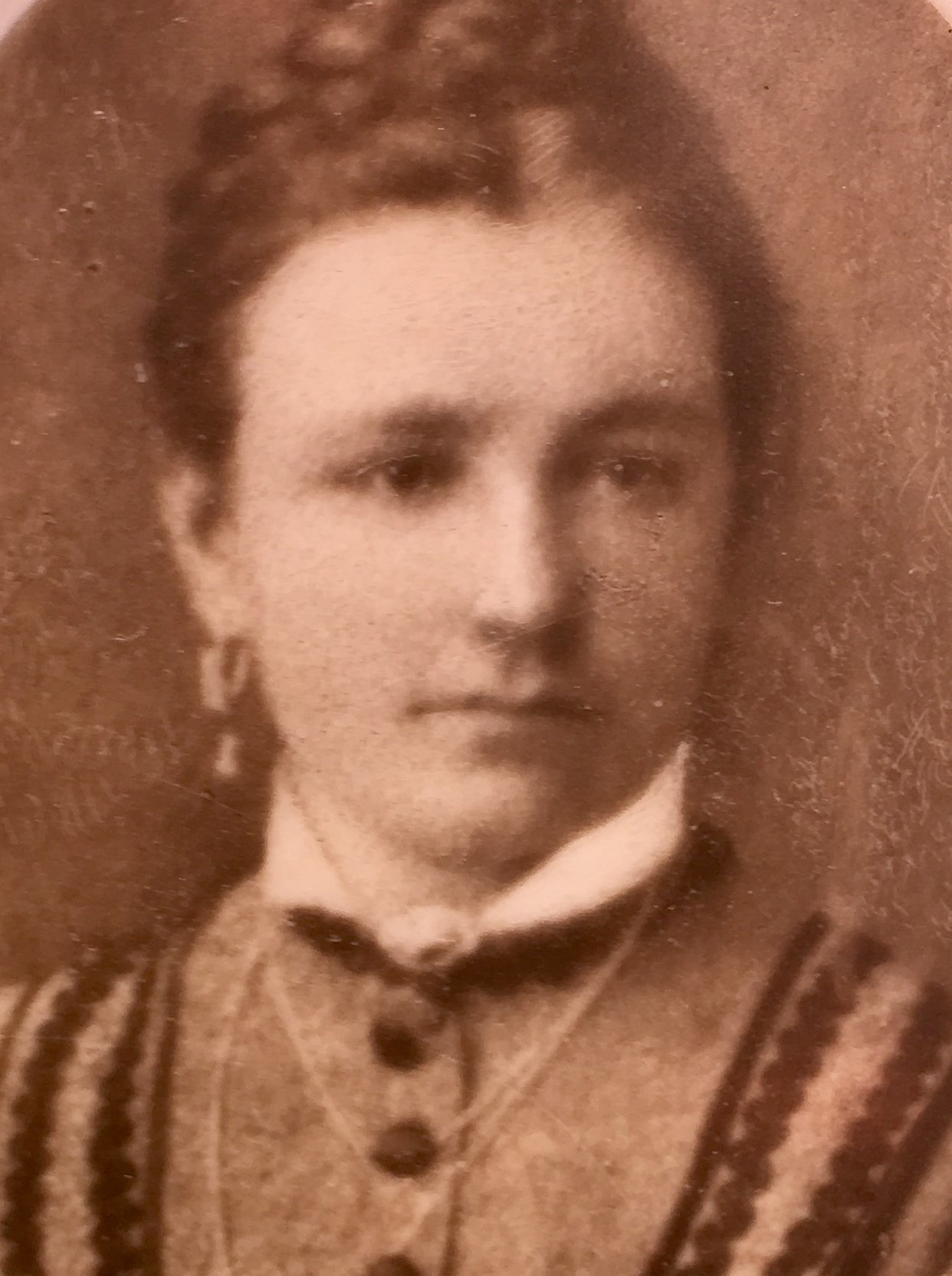
Rosa Kempf (1874–1948); Quelle: Ida-Seele-Archiv

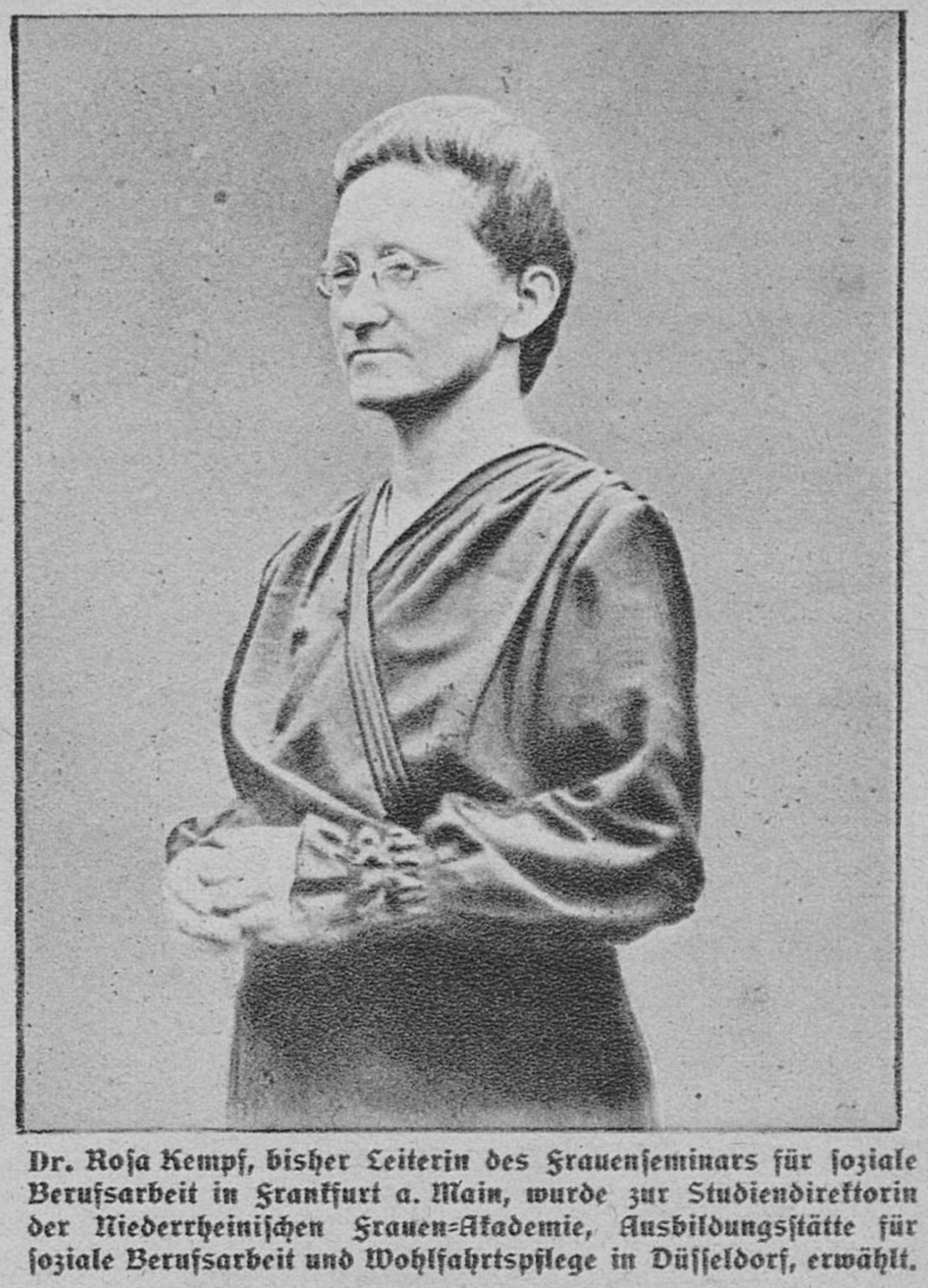
Rosa Kempf (Juni 1917)

Rosa Kempf (* 8. Februar 1874 in Birnbach; † 3. Februar 1948 in Wixhausen) war eine deutsche Lehrerin, Sozialpolitikerin, Frauenrechtlerin, Pionierin der Wohlfahrtspflege.

## Leben und Wirken

### Junge Jahre
Sie war das dritte und jüngste Kind des Humanmediziners Jakob Kempf und dessen Ehefrau Emma, geb. Falciola.
Nach der Volksschule absolvierte sie in München eine Ausbildung zur Volksschullehrerin an der dortigen „Königlichen Kreislehrerinnenbildungsanstalt“. Der Weg über diese Ausbildungseinrichtung war seinerzeit für das weibliche Geschlecht die einzige Möglichkeit, solange ihnen die Universitäten verschlossen blieben, zu Bildung und gesellschaftlichem Ansehen zu gelangen. Nach ihrem Examen war Kempf viele Jahre als Lehrerin in niederbayerischen Dörfern, ab 1900 in München, tätig.
In der bayerischen Residenzstadt holte Rosa Kempf als Externe das Gymnasial-Absolutorium nach und studierte ab 1905 u. a. Philosophie und Staatswissenschaften an der Universität München. Während ihres Studiums engagierte sie sich aktiv im „Verein studierender Frauen“ und im studentischen „Sozialwissenschaftlichen Verein“. Zugleich unterhielt sie Kontakte zum „Institut für soziale Arbeit“ und unterstützte die in München geplante Gründung eines „Pädagogisch-Psychologischen Instituts“. Über Zweck und Ziel der geplanten Einrichtung schrieb sie:
Dieses neue Institut soll der pädagogisch-psychologischen Fortbildung der Lehrerschaft und der wissenschaftlichen Arbeit auf dem Gesamtgebiet der Pädagogik dienen, sowie den zum Hochschulstudium beurlaubten Lehrerinnen und Lehrern sowie anderen Interessenten eine Arbeitsgelegenheit neben dem Universitätsvorlesungen sichern. Auch ist eine Verbindung dieses Instituts mit einer Versuchs- oder Übungsschule unerläßlich. Zuletzt wird der Ausbau dieser neuen Einrichtung in der Richtung einer öffentlichen Akademie für Pädagogik und ihre Hilfswissenschaften angestrebt.
Außerdem unterstützte sie Julie Kerschensteiner, die 1905 in München-Schwabing eine Höhere Mädchenschule gründete.

### Promotion und soziales Engagement

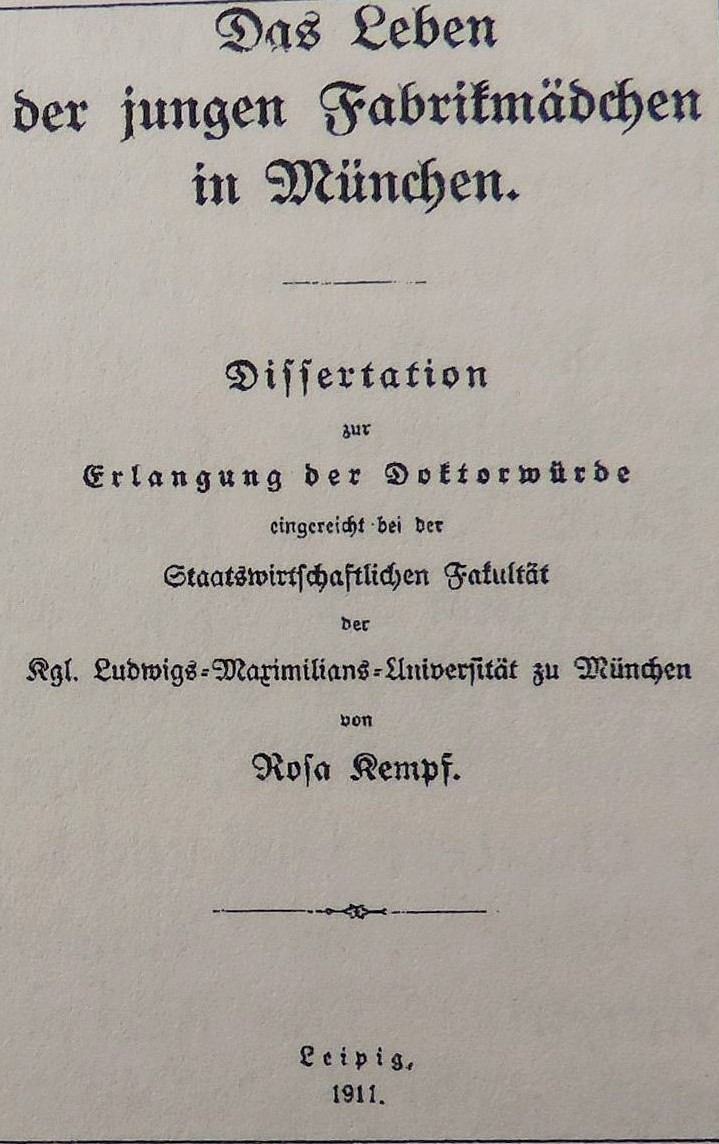
Dissertation von Rosa Kempf

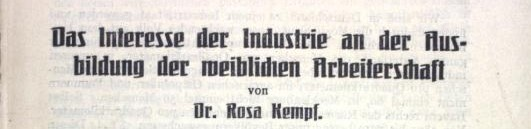
Referat, gehalten am 25. April 1913 auf der 2. Hauptversammlung des „Verbandes für handwerksmäßige und gewerbliche Ausbildung der Frau“ im Rathaus von Charlottenburg

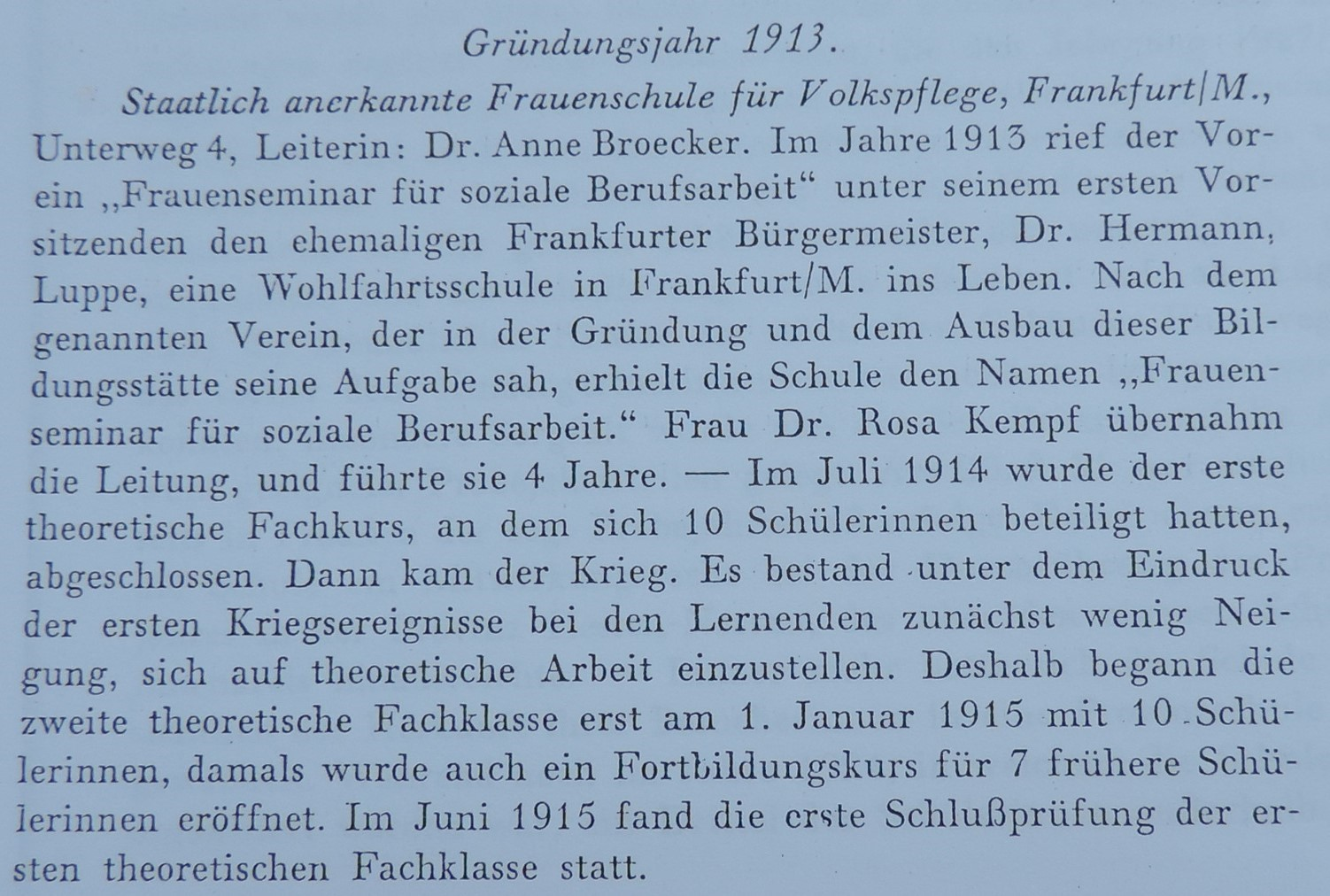
Auszug aus der Geschichte des „Frauenseminars für soziale Berufsarbeit“, archiviert im Ida-Seele-Archiv

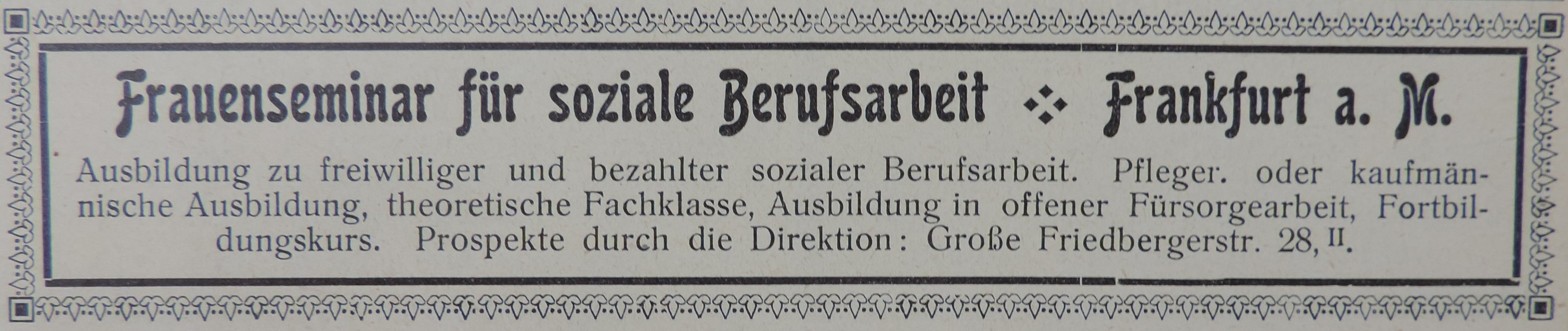
Anzeige der sozialen Ausbildungsstätte

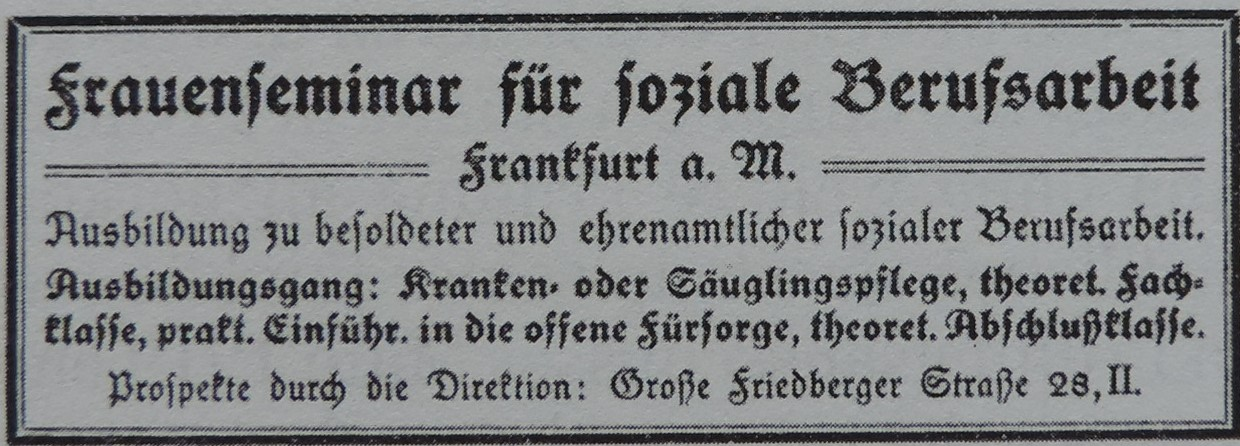
Anzeige des Frauenseminars

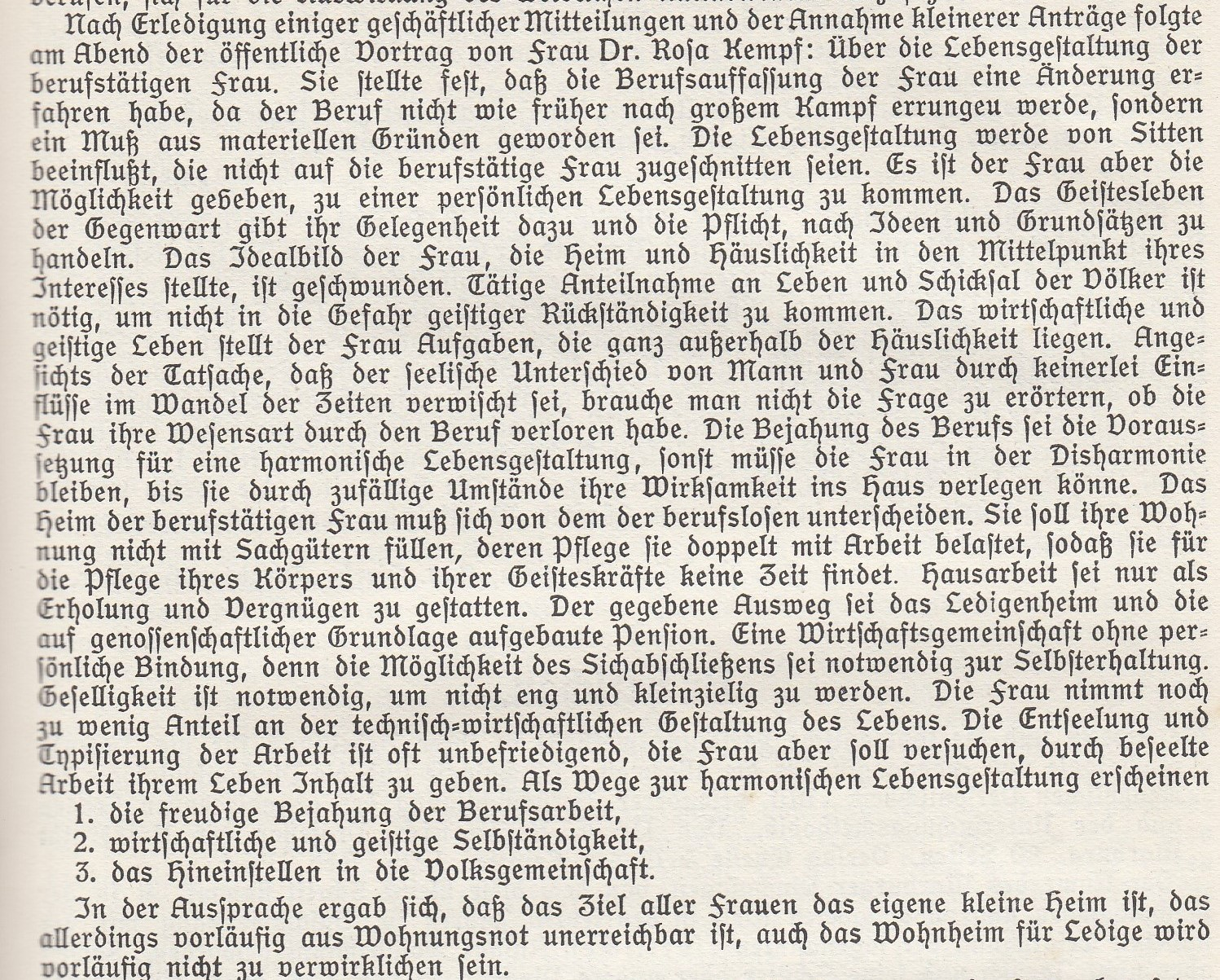
Vortrag während der 14. Generalversammlung des Bundes deutscher Frauenvereine in Dresden, archiviert im Ida-Seele-Archiv

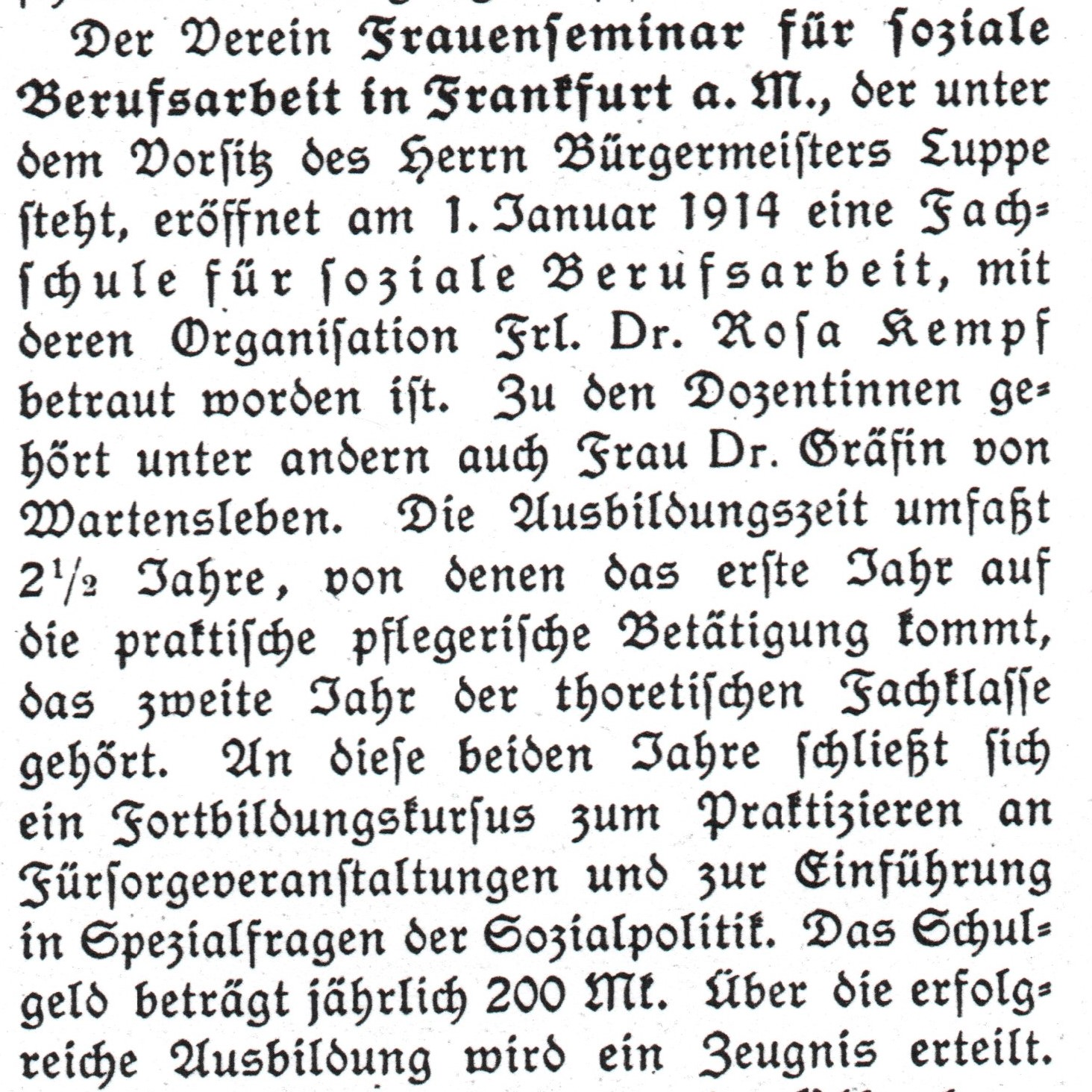
Ankündigung der Eröffnung des Frauenseminars, archiviert im Ida-Seele-Archiv

Rosa Kempf schloss 1911 ihr Studium mit der Promotion ab, die von Lujo Brentano, einer der sogenannten „Kathedersozialisten“, betreut wurde. Das Thema ihrer Dissertation lautete: „Das Leben der jungen Fabrikmädchen in München. Die soziale und wirtschaftliche Lage ihrer Familie, ihr Berufsleben und ihre persönlichen Verhältnisse. Nach statistischen Erhebungen dargestellt an der Lage von 270 Fabrikarbeiterinnen im Alter von 14 bis 18 Jahren“. Diese wissenschaftliche Untersuchung war in das Forschungsprojekt „Auslese und Anpassung der deutschen Arbeiter“ des „Vereins für Sozialpolitik“ eingebunden. Die Doktorarbeit, ein frühes Werk empirischer Sozialforschung, wurde von der bürgerlichen Frauenbewegung nicht gerade positiv aufgenommen. Diesbezüglich konstatierte Charlotte Engel-Reimers in der damaligen renommierten Frauenzeitschrift „Die Frau“, dass die Verfasserin „zu sehr Frauenrechtlerin, zu wenig objektive Wissenschaftlerin“ sei:
Frl. Dr. Kempf ist zu sehr Frauenrechtlerin, zu wenig objektive Wissenschaftlerin.
Demgegenüber urteilte ihr Doktorvater, dass die Dissertation „wissenschaftlich und schriftstellerisch gleich hervorragend“ sei und die Verfasserin über „ein gesundes, warmes, fühlendes Herz und gleichzeitig nüchternen praktischen Verstand“ verfüge.
In ihrer Dissertation zeigte Kempf, die für ihre wissenschaftliche Arbeit selbst eine Woche in einer Holz- und eine Woche in einer Textilfabrik arbeitete, u. a. die herrschenden Vorurteile männlicher Kollegen gegenüber ihren Mitarbeiterinnen auf, die sie nicht als gleichgestellte und sozial gleichwertige Kolleginnen akzeptieren, ferner die Bevorzugung der Männer im Arbeitsleben:
Ein kleines Beispiel dafür: die in den Fabriken arbeitenden Männer sprechen von den weiblichen Arbeitskräften fast stets von den 'Weibern', während die Frauen und Mädchen von ihren Arbeitskollegen als von 'Herren' sprechen. Die Männer allein sind beruflich gebildet, sie allein werden Vorarbeiter und Meister, stehen an den wichtigsten Posten, verteilen die Arbeit an die Frauen und kontrollieren sie; Männer allein verdienen so hohen Lohn, daß sie ihren eigenen Lebensunterhalt decken können.
Gegen Ende ihrer wissenschaftlichen Arbeit schreibt sie, dass die beiden Hauptforderungen der aufsteigenden Arbeiterschaft nach Erhöhung des Lohnes und Verkürzung der Arbeitszeit für das weibliche Geschlecht zuerst lauten müsste: erst starke Lohnerhöhung, dann Arbeitszeitverkürzung. Dazu ihre Begründung:
Denn die Arbeitsleistung auch schon eines jungen Mädchens besteht jetzt in einem häuslichen und einem beruflichen Teil; wird jetzt die Arbeitszeit im Betrieb ohne gleichzeitige Lohnerhöhung erniedrigt, so gewinnt die Arbeiterin noch lange nicht gleich ihrem männlichen Mitarbeiter Zeit für Erholung und Kräftigung, die sich dann wieder in größere berufliche Leistungsfähigkeit umsetzt und die Verkürzung der Arbeitszeit als im Interesse eines hochstehenden modernen Betriebs erscheinen läßt. Vielmehr wird, wenn nicht eine bedeutende Lohnerhöhung vorausgegangen ist, die verkürzte Arbeitszeit dazu führen, dass ebensoviel Arbeitszeit zu Hause wieder angesetzt wird, dass manches, was die Frau bisher um Geld besorgen lassen mußte, jetzt wieder von ihr selbst verrichtet wird, dass die alten Formen der häuslichen Wirtschaftsführung mehr und mehr wieder Platz greifen. Die berufliche Tätigkeit der Frau schreitet dann nicht vorwärts, sondern eher rückwärts; die Industrie gewinnt nichts, die Familie aber verbleibt auf dem gleichen Stande beschränkter Mittel, weil das, was die Frau zu Hause an wirtschaftlichen Gütern schafft, ihr an Lohneinnahme wieder verloren gehen muß.
Ab 1914 leitete Kempf, die zuvor als wissenschaftliche Assistentin am Frankfurter Institut für Gemeinwohl tätig war, das neugegründete „Frauenseminar für soziale Berufsarbeit“ in Frankfurt/Main. Dieses wurde im Jahre 1913 vom „Verein Frauenseminar für soziale Berufsarbeit“ (gegr. am 30. Januar 1913) unter seinem 1. Vorsitzenden, dem damaligen Frankfurter Bürgermeister Hermann Luppe, ins Leben gerufen. Die Ausbildungsstätte avancierte unter Kempfs „Federführung in kürzester Zeit zu einer der anerkanntesten Sozialen Frauenschule in Deutschland“. Das Seminar, das am 1. Januar 1914 seinen Betrieb aufnahm, bildete laut Schulprospekt junge Mädchen und Frauen „zu freiwilliger und bezahlter Berusfsarbeit“ aus, wobei Kempf, im Gegensatz zu anderen ähnlichen Schulen, die bezahlte soziale Berufsarbeit bevorzugte. Mit dieser Ansicht stand sie beispielsweise konträr zu der von Alice Salomon, die mehr die ehrenamtliche soziale Arbeit favorisierte. Diesbezüglich konterte Kempf:
„Wir wollen hier die innere Eignung der Persönlichkeit viel stärker betonen und diese innere Eignung wird nicht hauptsächlich dadurch charakterisiert, daß die Berufstätigen mit geringeren Gehältern zufrieden sind“.
Die Frankfurter Bildungsinstitution wurde vom Verein für Gemeindewohl getragen und legte den Grundstein zur heutigen Fachhochschule der Stadt Frankfurt, nun University of Applied Sciences. Am 24. Januar 1917 nahm Kempf an der „Ersten Konferenz der Leiter aller sozialen Frauenschulen Deutschlands“ teil, die in Berlin an der Sozialen Frauenschule stattfand. Wie der Schriftführerin der Konferenz festhielt, wurde auf Anregung von „Dr. Kempf weiterhin empfohlen, daß die Schulleitung selbst den Anstellungvertrag für die Anfangssstellung ihrer Schülerinnen aufsetzen und unterzeichnen solle.“ Noch im Jahr 1917 übernahm Kempfs langjährige Freundin, die promovierte akademische Lehrerin (Deutsch, Geschichte, Geographie) Berta Sachs, seinerzeit Oberlehrerin in Nürnberg und wie Kempf im „Bayerischen Lehrerinnenverein“ engagiert, die Leitung der sozialen Frauenschule. Sachs zeichnete bis 1932 für die soziale Ausbildungsstätte verantwortlich.
Neben ihrer Tätigkeit als Schuldirektorin engagierte sich Kempf im „Verband Frankfurter Frauenvereine“, einer Ortsgruppe des „Allgemeinen Deutschen Frauenvereins“. Zusammen mit Jenny Apolant, Rose von Mangoldt, Johanna Tesch, Meta Quarck-Hammerschlag, der Sozialarbeiterin Else Wüst sowie Ministerialrat Hans Maier, um nur einige zu nennen, kämpfte sie für sozialpolitische Belange aller Richtungen auf kommunaler Ebene. Energisch setzte sich Kempf für die Öffnung der beruflichen Möglichkeiten des weiblichen Geschlechts ein, das nicht nur auf Tätigkeiten im sozialen und kulturellen Gebiet fixiert werden will:
Mannigfaltigkeit der Ausbildung wie auch der Wirkungsmöglichkeiten... Dies zu sagen ist in unserer Zeit von Wichtigkeit, in welcher die Tendenz nach Uniformierung der Frauen in den Reihen der Frauenbewegung selbst überwuchert, in welchen wie beim Beginn der Frauenbewegung eine uniformierte auf das Hausfrauentum zugespitzte Bildung aller Volksschichten ergänzt werden soll durch eine ebenso uniformierte soziale Ausbildung der gebildeten Frauen, weil die staatsbürgerlichen Aufgaben der sozialen Hilfsleitung irrtümlicherweise gleichgesetzt werden.
1917 wechselte sie als Studiendirektorin an die „Sozialakademie für Frauen“ in Düsseldorf, die sie zusammen mit dem Pädiater und Sozialhygieniker Arthur Schloßmann aufbaute. Nur kurz war Kempf Direktorin der Frauenakademie, da es zu unüberbrückbaren Schwierigkeiten vor allem mit Arthur Schloßmann kam, von dem sie sich nicht mehr länger „gängeln lassen“ wollte.
Während der Zeit des Ersten Weltkriegs kämpfte sie entschieden gegen die Einführung einer „weiblichen Dienstpflicht“, „denn der Krieg war für sie kein Grund, von ihren frauenpolitischen Forderungen abzugehen. Außerdem teilte sie nicht die Überzeugung..., daß der Gewährung von Frauenrechten zunächst die Erfüllung von Pflichten vorausgehen müßte“.
1923 übersiedelte sie zurück nach Frankfurt/Main und unterrichtete wieder als nebenamtliche Dozentin an ihrer ehemaligen Wohlfahrtsschule u. a. Sozial- und Wirtschaftspolitik sowie Staatsbürgerkunde. Seinerzeit dozierten (hauptberuflich, nebenamtlich) dort bedeutende Frauen und Männer der Wohlfahrtspflege wie Christian Jasper Klumker, Wilhelm Polligkeit, die Psychologin Elisabeth Schmitt, die Kinder- und Stadtärztin Charlotte Landé, Marie Bernays, Ella Schwarz und Hermine Albers.
Kempf hatte sich neben ihrer Berufstätigkeit in mehreren Gremien, Ausschüssen, Vereinen, Parteien etc. engagiert. Sie war z. B. Mitglied im Bund Deutscher Frauenvereine, wo sie von 1928 bis 1933 Vorsitzende des Ausschusses für Volkstumsarbeit war. Diesbezüglich hatte sie regen brieflichen Kontakt mit dem Reichstagsabgeordneten Hermann Dietrich, seinerzeit Reichsernährungsminister, zumal sie sich ja mit Fragen der „Physiologie der Ernährung“ oder „Die Stellung der Frau in der Landwirtschaft“ befasste. Sie war aktiv im Bayerischen Lehrerinnenverein tätig, dort gehörten Helene Sumper und Bertha Kipfmüller zu ihren Mitstreiterinnen. Des Weiteren war Kempf Mitglied im Münchener Verein für Fraueninteressen. Diesbezüglich stand die in enger Verbindung mit Luise Kiesselbach. Schließlich gehörte sie dem Deutschen Verein für öffentliche und private Fürsorge an. Ab 1917 war sie Mitglied der Konferenz Sozialer Frauenschulen und von 1929 bis 1930 Vorsitzende der preußischen Lehrplankonferenz für soziale Berufe. Ferner war sie noch aktives Mitglied im „Allgemeinen Deutschen Frauenverein“. Als solches kritisierte sie die großen Frauen der bürgerlichen Frauenbewegung wie Marianne Weber und vor allem ihre „ideologische Gegenspielerin innerhalb der deutschen Frauenbewegung“ Gertrud Bäumer, deren Vorstellungen über die Verbindung von weiblicher Berufstätigkeit und Familie sie nicht teilte. Diesbezüglich warf sie den beiden Frauen „Inkonsequenz“ und „Halbheiten“ vor. Mit letztgenannter führte Kempf eine harte Diskussion um die Errichtung einer Ausbildungsstätte in Hamburg – „Soziale Frauenschule und Sozialpädagogisches Institut“ –, die von Gertrud Bäumer in Zusammenarbeit mit Marie Baum kurze Zeit geleitet wurde. Kempf unterstellte der führenden Vertreterin der bürgerlichen Frauenbewegung als „Motiv für die Gründung einer neuen Bildungssinstitution ‚die Vorliebe für [die] Schaffung einer eigenen Bildungsanstalt‘“
Ungezählte Vorträge und Referate hielt Kempf in ganz Deutschland u. a. auf Einladungen der damaligen Berufsverbände für Wohlfahrtspflege sowie einiger sozialer Ausbildungsstätten (in Mannheim, Berlin, Hannover, München, Thale am Harz etc.). Beispielsweise sprach sie im Oktober 1924 in Thale am Harz, auf Veranlassung des Ministeriums für Volkswohlfahrtvor Leiter(innen) von sozialen Frauenschulen, zum Thema Die Vereinheitlichung des Lehrkörpers. Und auf der 14. Generalversammlung des Bundes deutscher Frauenvereine (5. – 7. Oktober 1925) in Dresden hielt sie einen vielbeachteten Vortrag über Die Lebensgestaltung der berufstätigen Frau. Für Furore und harte Auseinandersetzungen innerhalb der bürgerlichen Frauenbewegung sorgte ihr Ende April 1914 auf der 2. Generalversammlung des „Verbandes für handwerksmäßige und fachgewerbliche Ausbildung der Frau“, im Rathaus von Charlottenburg, gehaltenes Referat über „Das Interesse der Industrie an der weiblichen Arbeitswelt“. In diesem kritisierte Kempf die bürgerliche Familienideologie und unterstützte das Anliegen der Frauen, trotz Kindern zu arbeiten. Doch müsse, damit eine gute Kindererziehung gewährleistet sei, „das Volksganze bemüht sein, die Arbeit der Frauen nicht auf die erniedrigenderen und stumpsinnigen Tätigkeiten sinken [zu] lassen, und wo sie, wie bei uns in Deutschland, teilweise darauf gesunken ist, wieder emporzuheben, statt vergeblich sie einzudämmen zu suchen. Der beste Mutterschutz für jene Bevölkerungskreise, welche auf die Arbeit angewiesen sind, ist eine Hebung der Berufstätigkeit der Frauen“.

## Politisches Engagement
Nach ihrem Weggang von Düsseldorf kehrte Kempf nach München zurück. Dort engagierte sie sich im „Hauptverband der bayerischen Frauenvereine“. Sie begrüßte die Revolution und wurde sofort von der Regierung Kurt Eisners neben Anita Augspurg, Aloisia Eberle, Hedwig Kämpfer, Luise Kiesselbach, Emilie Mauerer, Helene Sumper und Marie Sturm in den „Provisorischen Nationalrat“ berufen. Als erste Frau sprach sie am 18. Dezember 1918 im Plenum des Bayerischen Landtags über die historische Bedeutung der Einführung des Frauenstimmrechts. Kempf forderte u. a. das Recht der Frauen auf ein aktives und passives Wahlrecht:
Uns Frauen liegt der Kampf gegen die Brutalität zuallererst am Herzen. Wir kämpfen für das Frauenstimmrecht, weil wir überall die Brutalität bekämpfen. Es gibt keine größere Brutalität als die Unterjochung des Geistes durch die Faust, die Unterjochung des Gemüts durch physische Gewalt. Diese Brutalisierung hat die Frau jahrhundertelang nicht nur im öffentlichen, auch im privaten Leben sehr oft schmerzlich erleben müssen, und wenn sie jetzt von der Revolution etwas erhofft, so ist es der Sieg des Geistes über die Brutalität, dann sind wir frei.
In ihrer Rede bemängelte und forderte sie:
Wenn wir uns in diesem Saal umsehen, dann werden Sie vergeblich die gleichberechtigte Beteiligung der Frau suchen. Wo hat der Bauernrat seine Bäuerinnen? Der Bauernhof kann aber ohne Bäuerin nicht geführt werden... Wo hat die Arbeiterschaft ihre Arbeiterinnen? Im Krieg standen die Arbeiterinnen in der Fabrik und in allen anderen Betrieben... Wir sog. bürgerlichen Frauen sind noch am stärksten vertreten... Wenn also wirklich die Räte als Fundament einer neuen politischen Organisation bestehen bleiben sollen, dann muß auch für die Frau eine derartige Ratsorganisation geschaffen und sie muss mit Funktionen und Rechten ausgestattet werden.
Kempf unterstützte das Verlangen nach allgemeinen Wahlen zu einer Nationalversammlung nicht bedingungslos, vielmehr plädierte sie dafür, das Rätesystem für eine längere Periode hinzunehmen, da, wie sie meinte, die meisten weiblichen Wähler für eine unbeeinflusste Stimmgabe noch nicht reif wären.
Als Mitglied der „Deutschen Demokratischen Partei“, der sie 1919 beitrat, war sie dann Abgeordnete im ersten ordentlichen Landtag des Freistaats Bayern. Ihr erster „parlamentarischer Kampf“ galt der Beseitigung der unsinnigen Verordnungen, die die Ausbildung zur Volljuristin verhinderten.
Im Juni 1920 wurde Kempf nicht mehr in den Landtag gewählt.
Von Anfang an gehörte Kempf zu den entschiedenen Gegnerinnen des aufkeimenden Nationalsozialismus. Als Adolf Hitler am 20. April 1923 im Stammhaus des Zirkus Krone in München sprach, kam sie zu diesem Ereignis extra angereist. Wie gewohnt, machte sich Kempf während des Vortrages schriftliche Notizen. Dies missfiel einigen Angehörigen des Sturmtrupps der NSDAP (u. a. Heinrich Bennecke, Wilhelm Brückner sowie Christian Weber) und zwangen Kempf unter Anwendung einer Leibesvisitation zur Herausgabe des stenografierten Schriftmaterials. Vor Gericht begründete die streitbare Frau ihre Beweggründe, warum sie energischen Widerstand gegen die Herausgabe ihrer Notizen geleistet hatte, nämlich aus „Staatsbürgerpflicht“. Fortan stand Kempf auf der „schwarzen Liste“ der NSDAP. Für die Reichstagswahl am 5. März 1933 kandidierte sie im Wahlkreis Hessen-Nassau, u. a. neben Theodor Heuss, für die Deutsche Staatspartei (DStP). Gleich nach der Machtübernahme wurde sie all ihrer Ämter enthoben. An ihrer unschönen Entlassung hatte u. a. Studiendirektorin Hedwig Förster, die als Leiterin des weiblichen Schulungs- und Erziehungswesens im NSLB zur Hilfsreferentin für Mädchenbildung in das „Preußische Ministerium für Wissenschaft, Kunst und Volksbildung“ abbestellt wurde, mitgewirkt. Fortan lebte Kempf völlig zurückgezogen, von jeder publizistischen oder politischen Arbeit abgeschnitten. Erschwerend trat noch ihre immer stärker werdende geistige Verwirrung hinzu.

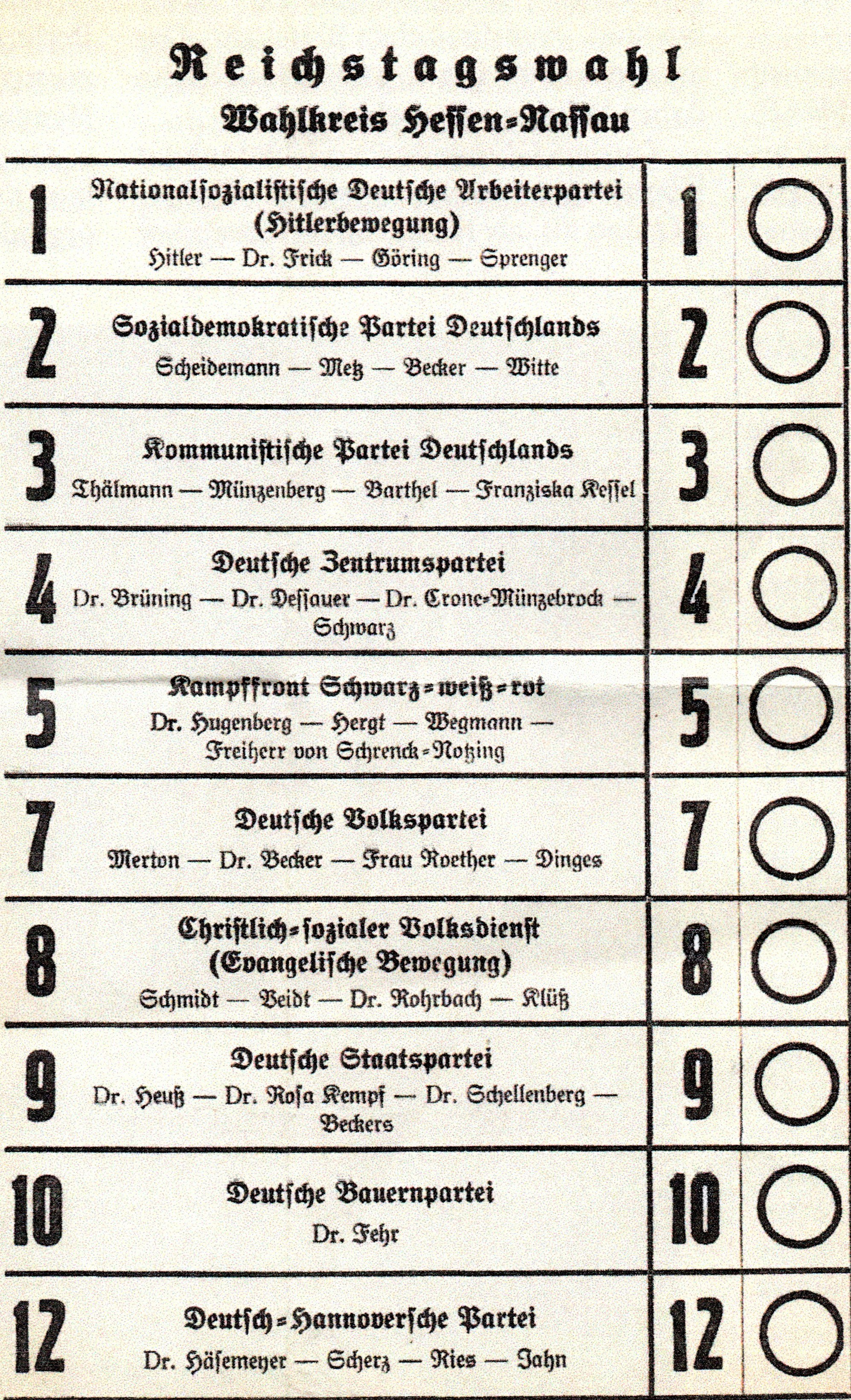
Reichstagswahl am 5. März 1933, Wahlkreis Hessen-Nassau; archiviert im Ida-Seele-Archiv

Als Frauenrechtlerin setzte sich Kempf schon sehr früh, mit Unterstützung von Anita Augspurg sowie Lida Gustava Heymann, für das Frauenstimmrecht ein. Sie war Mitglied der Münchner Ortsgruppe des bayerischen Deutscher Verbandes für Frauenstimmrecht. 1913 wurde sie in den Vorstand des Verbandes für Frauenstimmrecht und drei Jahre später in den Vorstand des Deutschen Reichsverbandes für Frauenstimmrecht gewählt. Ihre tiefste Überzeugung war, dass „der Zustand der Welt sich bessern und die männliche Politik sozialer, menschlicher und friedlicher werden würde, wenn Frauen mitbestimmen, mitregieren und mitentscheiden dürften“.

## Ehrungen

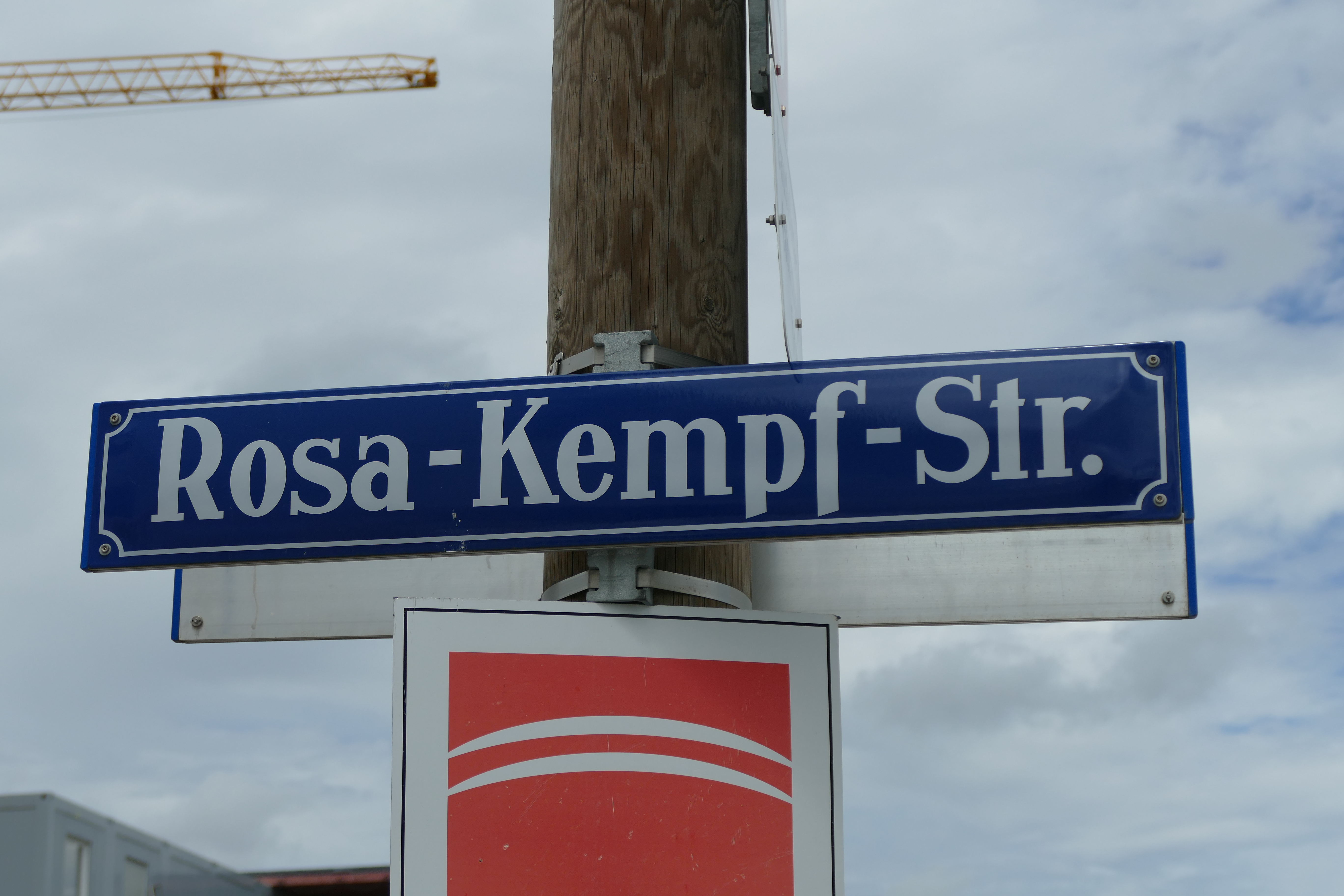
Straßenschild der Rosa-Kempf-Straße in München

- 2017: In dem sich im Aufbau befindenden Münchener Stadtteil Freiham wurde eine Straße nach ihr benannt[25]

## Schriften (Auswahl)
- Das Leben der jungen Fabrikmädchen in München. Duncker & Humblot, Leipzig 1911. (Neuauflage: Topos-Verlag, Vaduz 1991, ISBN 3-289-00533-X)
- Das Großstadtmädchen der unteren Klassen. In: Deutsche Zentrale für Jugendpflege (Hrsg.): Handbuch für Jugendpflege. Langensalza 1913, DNB 58090444X, S. 26–34.
- Das Interesse der Industrie an der Ausbildung der weiblichen Arbeiterschaft. Hautzsch bei Leipzig 1914.
- Berufsausbildung für sozial arbeitende Frauen. In: Dokumente des Fortschritts. 1914, S. 353–356.
- Ausbildung von Lehrkräften für soziale Frauenberufsschulen. In: Die Frau. 1915/16, S. 468–475.
- Frauen in der Gemeindeverwaltung. In: Die Staatsbürgerin. 1918/H. 8, S. 120–123.
- Zur Mannheimer Bundestagung. In: Die Frau. 1923/24, S. 270–272.
- Massennot und Wohlfahrtsarbeit. In: Soziale Berufsarbeit. 1925/H. 5/6, S. 1–2.
- Die Vereinheitlichung des Lehrkörpers. In: Preußisches Ministerium für Volkspflege (Hrsg.): Grundsätzliche Fragen zur Ausgestaltung der staatlich anerkannten Wohlfahrtsschulen. Berlin 1926, S. 56–62.
- Die Wohlfahrtspflegerin und der innere Aufbau. In: Die Frau. 1925/26, S. 19–25.
- Die Stellung der Frau in der deutschen Landwirtschaft. In: A. Schmidt-Beil (Hrsg.): Die Kultur der Frau. Eine Lebenssymphonie des XX. Jahrhunderts. Berlin-Frohnau 1931, S. 98–119.
- Die deutsche Frau nach der Volks-, Berufs und Betriebszählung von 1925. Mannheim/Berlin/Leipzig 1931, DNB 574283498.